# Đỏ tía bromocresol
Đỏ tía bromocresol (BCP) hay 5',5"-dibromo-o-cresolsulfophthalein là một chất chỉ thị pH. Dung dịch thông dụng nhất của nó là ở nồng độ 0,04% trong nước.

## Sử dụng
Bên cạnh chức năng chỉ thị màu,đỏ tía bromocresol còn được dùng trong phòng thử nghiệm y học để đo albumin.